# The Odd Life of Timothy Green
The Odd Life of Timothy Green (bra: A Estranha Vida de Timothy Green; prt: A Extraordinária Vida de Timothy Green) é um filme de comédia dramática estadunidense dirigido e escrito por Peter Hedges, com produção de Walt Disney Pictures.

## Elenco
- Jennifer Garner como Cindy Green.
- Joel Edgerton como Jim Green.
- CJ Adams como Timothy Green.
- Odeya Rush como Joni Jerome.
- Shohreh Aghdashloo como Evette Onat.
- Rosemarie DeWitt como Brenda Best.
- David Morse como Sr. James "Big Jim" Green.
- Lois Smith como Tia Mel.
- M. Emmet Walsh como Tio Bub.
- Lin-Manuel Miranda como Reggie.
- Dianne Wiest como Srta. Bernice Crudstaff
- Ron Livingston como Franklin Crudstaff.
- James Rebhorn como Joseph Crudstaff.
- Common como Treinador Cal.
- Michael Arden como Doug Wert.
- Rhoda Griffis como Dr. Lesley Hunt
- Judy Langford como Assistente de Crudstaff.
- Jason Davis como Bart Best.
- Patrick Brouder como Dash Best.
- Kendall Ryan Sanders como Rod Best.
- Lucy Gebhardt como Bethany Best.
- Sharon Morris como Diretora Morrison.
- Dorothy Macdonald como Trixie Crudstaff.
- Chan Creswell como Billy Crudstaff.
- William J. Harrison como Bobby Crudstaff.
- Tim Ware como Alcalde Handleman.
- Steve Coulter como Charlie Frohn.
- Susan Bruce como Molly Frohn.
- Josey Cuthrell Tuttleman como Lily.
- Karan Kendrick como mãe no consultório médico.
- Shimei Bailey como menino no elevador.
- Michael Beasley como Policial N.º 1.
- Cullen Moss como Policial N.º 2.
- Kryshaon Avery como Shelly Jones.
- Patricia Belcher como a psicóloga.

## Lançamento
Foi lançado em 15 de agosto de 2012 nos Estados Unidos e em 21 de fevereiro de 2013 em Portugal.
No Brasil o filme seria lançado em 7 de setembro de 2012, e depois em 21 de setembro, mas em 13 de setembro a Disney Brasil que anunciou o filme criando pôsters nacionais e trailers dublados com anúncios sobre o lançamento informa para todos que estavam esperando pelo lançamento do filme nos cinemas que ele vai ser lançado apenas em DVD e Blu-ray com data a ser anunciada.

## Recepção

### Bilheteria
O filme teve uma estreia de US$ 2,3 milhões em 15 de agosto de 2012. Arrecadou US$ 7,6 milhões em três dias e terminou o fim de semana de cinco dias com US$ 15 100 918 no mercado interno. O filme arrecadou US$ 51,9 milhões na América do Norte.

### Resposta da crítica
The Odd Life of Timothy Green teve uma recepção mista a negativa. O agregador de críticas Rotten Tomatoes relata que 36% dos 132 críticos deram ao filme uma crítica positiva, com uma média de classificação de 5,2/10, oferecendo o consenso: “Tem boas intenções mas The Odd Life of Timothy Green é, no fim, sentimental demais — e com um roteiro pobre demais — para satisfazer qualquer audiência que não seja extremamente contentável.”